# Liban aux Jeux paralympiques d'été de 2024
Le Liban participe aux Jeux paralympiques d'été de 2024 à Paris. Il est représenté par un athlète. Il s'agit de la 5e participation du Liban aux Jeux paralympiques d'été.

## Résultat

### Athlétisme
| Athlète        | Événement        | 1er tour | 1er tour | Finale       | Finale       |
| Athlète        | Événement        | Résultat | Rang     | Résultat     | Rang         |
| -------------- | ---------------- | -------- | -------- | ------------ | ------------ |
| Arz Zahreddine | 100 m T64 hommes | 10,69    | 8        | Pas qualifié | Pas qualifié |